# SN 1992bn
SN 1992bn – supernowa odkryta 13 grudnia 1992 roku w galaktyce A012858+0908. W momencie odkrycia miała maksymalną jasność 19,00m.